# Земгус Гиргенсонс
Земгус Гиргенсонс (лет. Zemgus Girgensons — Рига, 5. јануар 1994) професионални је летонски хокејаш на леду који игра на позицијама централног нападача. 
Члан је сениорске репрезентације Летоније за коју је на међународној сцени дебитовао на светском првенству 2013. године. Био је члан летонског олимпијског тима на ЗОИ 2014. у Сочију. 
На НХЛ драфту одржаном 2012. као 14. пика у првој рунди одабрала га је екипа Буфало сејберса. Гиргенсонс је тако постао најбоље рангирани летонски хокејаш у историји драфта НХЛ лиге, претекавши тако Сандиса Озолињша који је на драфту 1991. одабран као 30. пик. Исте године потписао је професионални уговор са Сејберсима, а своју прву професионалну сезону у Америци одиграо је у редовима Рочестер американса, фарм-клубом Сејберса у АХЛ лиги.
У сезони 2014/15, учествовао је на ол-стар утакмици НХЛ лиге.
Године 2013. проглашен је за најбољег младог спортисту Летоније.